# Rewena

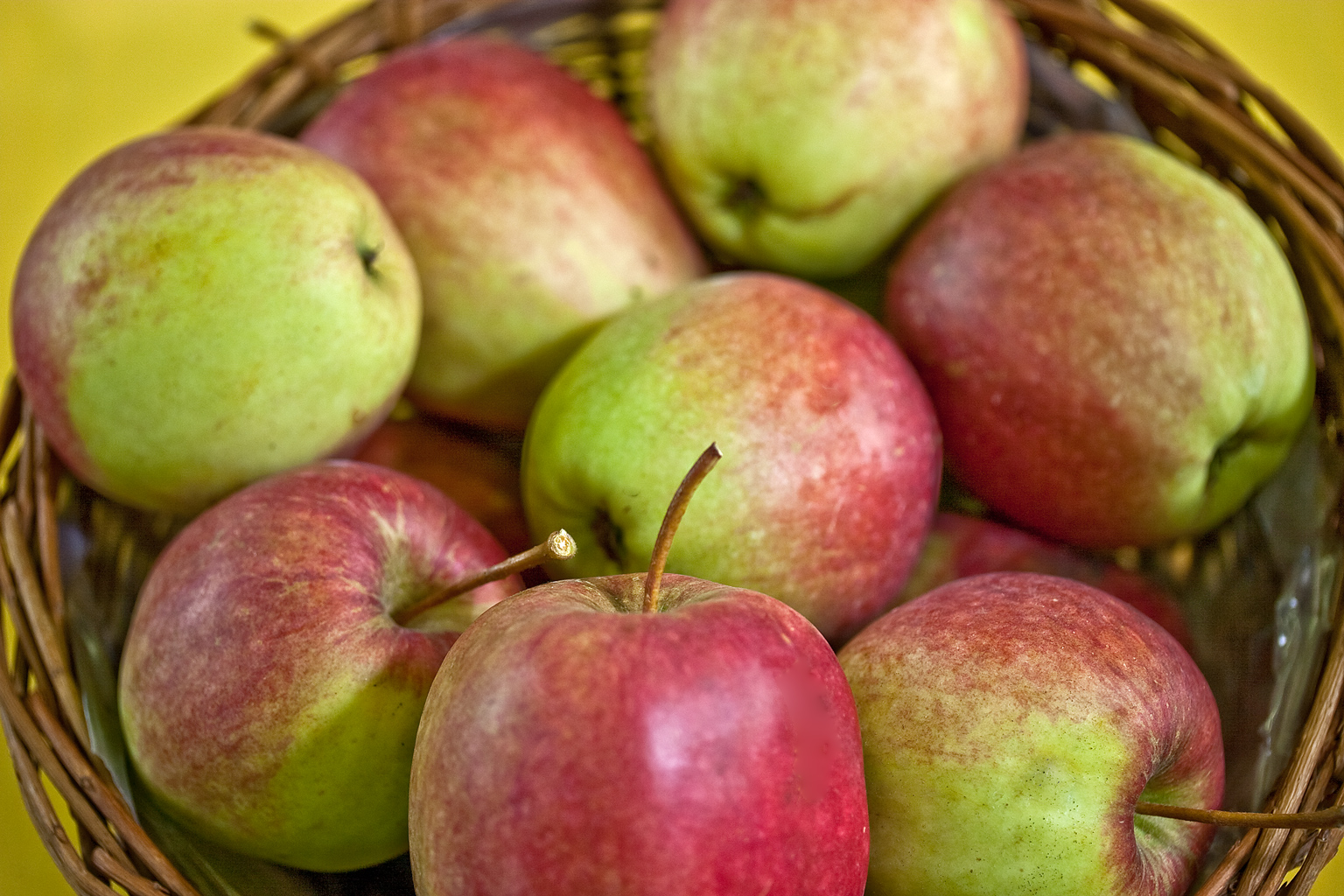
Pommes Rewena

Rewena est un cultivar de pommier domestique.
Nom botanique: Malus domestica Borkh "Rewena"

## Description
- Épicarpe : vert et rouge à 80 %
- Chair : ferme
- Calibre : moyen
- Goût : pomme juteuse à saveur équilibrée, un peu aigre-douce

## Origine
Obtention des droits : 1994 Institut de Dresde-Pillnitz, Allemagne.

## Parenté
La pomme Rewena résulte du croisement (Cox's Orange Pippin × Oldenburg) × BX44,14. C'est donc une descendante de Clivia

## Pollinisation
Variété diploïde
- Groupe de floraison : D (longue C-D-E)
- Par : Idared, James Grieve, Golden Delicious

## Maladies
La variété Rewena est multirésistante.
- Tavelure : très résistante aux races communes (1 à 5) de tavelure du pommier (gène Vf)
- Mildiou : résistante
- Feu bactérien : résistante

## Culture
- Maturité : fin septembre. Pour le stockage industriel, cueillette à mi-septembre. Pour l'utilisation dans les jardins familiaux, les pommes peuvent éventuellement rester sur l'arbre jusqu'à la consommation.

La multirésistance du cultivar aux maladies permet de réduire fortement les traitements aux fongicides. Cette variété est donc respectueuse de l'environnement, c'est une variété de choix pour les petits jardins familiaux où les traitements ne sont pas systématiques.
Accepte très bien le mode de culture moderne en basse-tige étroit avec tuteur. La distance entre les petits arbres est alors de 1,20 m.
- Pomme de conservation : si cueillie à mi-septembre, jusque début avril.